# Фрам (литературный проект)
Фрам — литературный проект издательства «Амфора» и Макса Фрая. Название ФРАМ составлено из первых букв ФРай+АМфора, а также подразумевает знаменитый полярный корабль Фрам, название которого означает «Вперёд» в переводе с норвежского. Началом проекта можно считать 2003 год, а окончанием 2011.
Задуманный в начале 2000 годов как проект популяризации современного рассказа, ФРАМ превратился в нечто большее. Если первые книги в рамках проекта можно назвать просто сборниками и антологиями, то позже появились книги, написанные специально для проекта разными авторами, но объединённые одной темой, где тексты перекликались друг с другом, а персонажи кочевали из рассказа в рассказ.
Проект ФРАМ объединил современных авторов из России, Израиля, США, Казахстана, Украины, Португалии и других стран, связав их с помощью современных средств коммуникации — электронной почты, блогов (прежде всего «Живого журнала»), icq, скайпа и т. д. Когда появлялась идея или тема нового сборника (источником большинства идей была Светлана Мартынчик, но иногда идеи рождались «коллективным разумом»), авторы проекта ФРАМ писали свои рассказы именно по этой теме.

## Начало
Когда в 2000 году Макс Фрай начинал составлять антологии рассказов для серии «Locus solus», руководствуясь собственным вкусом и пожеланиями издательства «Амфора», для их названий была выбрана весьма эпатажная тематика.
«Книга непристойностей» (ISBN 5-94278-126-5) вышла в 2001 году и содержала рассказы (иногда — фрагменты крупных произведений) таких известных авторов как Рюноскэ Акутагава, Борис Виан, Милан Кундера, Фёдор Достоевский, Фёдор Сологуб, Юрий Мамлеев, Ярослав Гашек, Ильф и Петров, Иван Бунин, Михаил Зощенко, Даниил Хармс, слегка разбавленные произведениями современных авторов.
«Книга извращений» (ISBN 5-94278-279-2) вышла в 2002 году и содержала рассказы Милорада Павича, Андрея Платонова, Гайто Газданова, Линор Горалик, Ивлина Во, Патрика Зюскинда, Максима Горького, Аготы Кристоф, Роальда Даля, Владимира Набокова, Джека Керуака, и снова Фёдора Сологуба, Юрия Мамлеева, а также и Александра Сергеевича Пушкина, Шарля Перро, Туве Янссон, чьи произведения были подогнаны под определения «извращений», любезно предоставленные специально для этой антологии профессором Львом Моисеевичем Щегловым. Поскольку в число извращений провокационно был включён гомосексуализм, иллюстрированный текстом Павича «Обед на польский манер», это вызвало изумление ЛГБТ-сообщества.
Но эти антологии прошли малозамеченными, как среди литературной критики, так и среди читателей. Впоследствии и Макс Фрай признал их неудачными.
Следующую антологию — «Книгу вымышленных миров» (ISBN 5-94278-381-0) — заметили, потому что она более соответствовала тому, чего ожидали от Макса Фрая, создавшего вымышленные миры «Лабиринтов Ехо» и «Хомана». Практические советы начинающим демиургам на страницах этой книги дали Адольфо Биой Касарес, Филип Дик, Хорхе Луис Борхес, Владимир Коробов, Аркадий и Борис Стругацкие, Дж. Р. Р. Толкин, Рой Аксёнов, Рэй Брэдбери, Александр Грин, Роджер Желязны, Сергей Козлов, Виктор Шендерович, Павел Пепперштейн, Сап-Са-Дэ, Торнтон Уайлдер, Джонатан Свифт, Джонатан Кэрролл, Владислав Отрошенко, Станислав Лем, Дмитрий Горчев, Анджела Картер, Александр Секацкий, и даже ветхозаветные авторы Книги Бытия.
В 2004 году шеститысячным тиражом вышла «Книга врак» (ISBN 5-94278-413-2) с подзаголовком «Антология альтернативной фантастики», в составлении которой участвовал Сергей Красиков. В составе преобладали фамилии современных авторов (Леонид Каганов, Илья Новак, Юрий Нестеров, Александр Шленский, Алексей Шведов, Фёдор Гайворонский, Иван Матвеев, Роман Афанасьев, Н. Крайнер, Рой Аксёнов, Юрий Погуляй, Макс Олин, Владислав Силин, Алексей В. Андреев). И хотя этот сборник не снискал аплодисментов отечественного фэндома, впоследствии он переиздавался в 2006 году тиражом в три тысячи экземпляров (ISBN 5-367-00087-8).
В октябре 2003 года вышли «Русские инородные сказки» (ISBN 5-94278-400-0), и с этого момента можно отсчитывать «настоящую» историю проекта ФРАМ.

## Оформление
ФРАМ — проект литературный, но нужно особо отметить стиль оформления книг. Принято разделять по цвету обложек «оранжевую серию» (оранжевый цвет пришёл из оформления книг Макса Фрая), «чёрную серию», «белую серию» (авторскую) и «пурпурную серию» (переводную). На первой странице обложки всегда присутствует крупная надпись «Составитель Макс Фрай» или «Макс Фрай представляет» или «Макс Фрай+Амфора=ФРАМ» — издательство справедливо полагало, что раскрученное имя привлечёт внимание покупателей, но поначалу имя Макса Фрая вводило в заблуждение покупателей и критиков, посчитавших, что под обложкой должны находиться именно произведения Макса Фрая, и с удивлением обнаруживших там «сказки малоизвестных авторов».
На последней странице обложки обычно размещается краткая аннотация Макса Фрая.
Художником-иллюстратором большинства книг является Людмила Милько. Для ранних томов «Русских инородных сказок» использовались иллюстрации Андрея Кузнецова: «Чебурашка», «Матрица», «Гарри Поттер», «Человек-паук», выполненные в стиле «современного лубка».

## Оранжевая и чёрная серии
Первыми в проекте ФРАМ вышли книги в оранжевых обложках: «Русские инородные сказки», «ПрозаК» (ISBN 5-94278-548-1), двухтомник «Пять имён» (ISBN 5-367-00176-9 и ISBN 5-367-00181-5). Критика о них отзывалась не очень горячо, но с любопытством.
«Чёрная серия» появилась позже «оранжевой» и является её продолжением, никакого особого смысла чёрный цвет не несёт. Две последние книги проекта изданы в чёрных обложках, в том числе «мемориальная антология» «Здесь был ФРАМ».
В июле 2007 года в оранжевой обложке вышел сборник «ТриП (Путешествие с тремя пересадками)», представляющий повести трёх авторов: Ивана Матвеева, Ольгу Морозову и Юлию Зонис.
Темой оранжевого сборника «Куда исчез Филимор? Тридцать восемь ответов на загадку сэра Артура Конан Дойля» (ISBN 978-5-367-00764-0) стало загадочное исчезновение из закрытого помещения. На эту тему было написано 38 очень разных историй, в разных жанрах и очень разных стилях — от классического детектива до мистических и фантастических новелл.
Создание сборника «Вавилонский голландец» (ISBN 978-5-367-00954-5) началось с шести рассказов Кэти Тренд о корабле-библиотеке, которые и определили основные черты «Вавилонского голландца». Название отсылает к «Летучему Голландцу» и к «Вавилонской библиотеке» Борхеса.
Это провоцирует на рассуждения об особом роде метафор, пример которых — «корабль-библиотека»: это — метафоры несостоявшиеся, хотя и напрашивающиеся, даже наметившиеся в «теле» культуры. Возможные метафоры. Ну в самом деле: «Летучий голландец» как смысловой комплекс состоялся, «Вавилонская библиотека» — тоже, но ведь между ними возможно и плодотворное взаимодействие, лежащее вполне на поверхности.
— Ольга Балла «Лытдыбр библиофага»
В процессе написания своих рассказов авторы делились идеями и готовыми текстами, так что некоторые персонажи и сюжетные линии стали сквозными: «Среди множества сплетших текст сюжетных линий — ни одной доминирующей — но и ни одной законченной».
Мистический сборник «78» (ISBN 5-367-00272-2, 978-5-367-00428-1) основан на колоде карт Таро. Изначально всем участникам проекта была случайным образом выдана карта таро и её толкование, и затем на основе этого материала и появились тексты. Краткие толкования и изображения карт также включены в книгу, которая распухла до 776 страниц. Тема карт Таро рассматривается и в романе Галы Рубинштейн «Забавные повадки людей», вышедшем в том же 2007 году в «белой серии» — даже его обложка представляет собой аллюзию на карту «десятка мечей».
Природу страха авторы «ФРАМа» исследовали в сборнике «Книга страха»: «есть несколько настоящих готических рассказов, которые построены по всем правилам жанра: „Семь портретов мертвой женщины“ Дарьи Булатниковой, „Собеседование“ Сергея Малицкого, „Я говорю: нет“ Александра Шуйского и „Sweet plum“ Макса Фрая. Все это современные вариации на темы вечных готических тем „усадьба (дом) с привидениями“ и „зазеркалье“. При этом современная реальность прекрасно сосуществует со старинной жанровой оправой».
Темой «Праздничной книги» (2009) стали праздники — как всем известные, так и необычные: новый год деревьев и пасха, международный день биологического разнообразия и всемирный день блондинок, день шахтёра и суккот, хэллоуин и праздник холостяков, курбан-байрам и феста делла салюте, день благодарения и день святого никогда… Их набралось так много, что книгу пришлось разделить на два тома «Январь-июль» (ISBN 978-5-367-01108-1) и «Июль-январь» (ISBN 978-5-367-01103-6).
Идею «Кофейной книги» (2008) подала Мария Вуль, работавшая в московских кофейнях, а «Чайная книга» (2009) появилась в пару к кофейной.
Сборник «Из чего только сделаны мальчики. Из чего только сделаны девочки» (2011) выполнен в оригинальном полиграфическом решении: это книга-перевёртыш, которую можно начинать читать с любой стороны. В какой-то степени идея этого сборника, название которого пришло из детской песенки, перекликается с идеей двухтомника «Пять имён», название которого пришло из детской считалки «Я знаю пять имён мальчиков, я знаю пять имён девочек».

### Русские инородные сказки
Вышло восемь книг «сказок». Кроме основного серийного заголовка последние два сборника (вышли в «чёрной серии») имеют свои названия, а в более ранних сборниках это были подзаголовки, делящие «сказки» по принципу дуализма:
- Русские инородные сказки. По ту сторону — По эту сторону (ISBN 5-94278-400-0 — 2003[12]; ISBN 5-94278-474-4 — 2004; ISBN 5-367-00022-3; 2006)
- Русские инородные сказки-2. Как-то так — Как-то иначе (ISBN 5-94278-503-1; 2004)
- Русские инородные сказки-3. Здесь. Сейчас — Всегда. Везде (ISBN 5-94278-966-5; 2005)
- Русские инородные сказки-4. Вдох — Выдох (ISBN 5-367-00104-1; 2006)
- Русские инородные сказки-5. Такие дела — Другое дело (ISBN 978-5-367-00437-3; 2007)
- Русские инородные сказки-6. Была — Не была (ISBN 978-5-367-00727-5; 2008)
- Жили-были. Русские инородные сказки-7 (ISBN 978-5-367-00925-5, 2009 год)
- Тут и там. Русские инородные сказки-8 (ISBN 978-5-367-01262-0, 2010 год)

### Лучшие рассказы года
Эти сборники выпускались ежегодно с 2006 года. Каждый год количество рассказов в сборнике увеличивалось на один.
- Секреты и сокровища: 37 лучших рассказов 2005 года (ISBN 5-367-00011-8, 2006)
- Уксус и крокодилы.[13] 38 лучших рассказов 2006 года (ISBN 978-5-367-00374-1, 2007)
- Беглецы и чародеи. 39 лучших рассказов 2007 года (ISBN 978-5-367-00699-5, 2008)
- Шкафы и скелеты. 40 лучших рассказов 2008 года (ISBN 978-5-3670-0908-8, 2009)
- Живые и прочие. 41 лучший рассказ 2009 года (ISBN 978-5-367-01305-4, 2010)[14]

К этой же серии можно отнести итоговый сборник «В смысле. Рассказы, которые будут» (ISBN 978-5-3670-1902-5, 2011).

## Белая серия
Кроме сборников, в рамках проекта были изданы «авторские» книги — как сборники рассказов одного автора, так и романы. Белая серия открыла читателям таких талантливых авторов как израильтянки Гала Рубинштейн (ISBN 978-5-367-00434-2) и Виктория Райхер (ISBN 978-5-367-00601-8), португальская писательница Лея Любомирская (ISBN 978-5-367-00890-6). А Елена Хаецкая вошла в белую серию двумя романами «Звёздные гусары: Из записок корнета Ливанова» (ISBN 978-5-367-00696-4) и «Тролли в городе» (ISBN 978-5-367-01012-1). Юлия Зонис и Александр Шакилов написали в соавторстве постмодернистский роман «Культурный герой» (ISBN 978-5-367-01127-2).
Литературная критика очень благосклонно приняла роман Лены Элтанг «Побег куманики» (ISBN 5-367-00242-0): он вошёл в «шорт-лист» премии Андрея Белого.
Впрочем, не все книги этой серии были ласково встречены критикой, остались непонятыми «Игра в Грессоне» Ады Линкс (ISBN 978-5-367-00711-4) и «Духов день» Феликса Максимова (ISBN 978-5-367-01311-5) Хотя необходимо упомянуть, что к роману Ады Линкс написала послесловие Людмила Улицкая.

## Пурпурная серия
В 2009 году у проекта ФРАМ появилась «побочная ветвь» — пурпурная серия, где вышли четыре переводных книги:
- Пьер Бетанкур «Страна навозников и другие путешествия» ISBN 978-5-367-00990-3 (оригинальное название: Historie naturelle de l’Imaginaire; переводчик Виктор Лапицкий)
- Даниэль Кельман «Измеряя мир» ISBN 978-5-367-01030-5 (оригинальное название: Die Vermessung der Welt; переводчик: Галина Косарик)
- Питер Уэйр «Безумие Дэниела О’Холигена» ISBN 978-5-367-01205-7 (оригинальное название: The Madding of Daniel O’Hooligan; переводчик: Вероника Шимановская)
- Бильге Карасу «Сад умерших котов» ISBN 978-5-367-01247-7 (оригинальное название: Göçmüş Kediler Bahçesi; переводчик Аполлинария Аврутина).

## Авторы
В сборниках проекта ФРАМ авторы публиковались как под настоящими именами, так и под псевдонимами Макс Фрай, Лора Белоиван, Лена Элтанг, Гала Рубинштейн, Виктория Райхер, Елена Хаецкая, Ада Линкс, Лея Любомирская, Юлия Зонис, Александр Шуйский, Александр Шакилов, Татьяна Замировская, Феликс Максимов, Пётр Бормор, Аше (Алекс) Гарридо, Кэти Тренд, Ольга Лукас, Дмитрий Дейч, Линор Горалик, Алексей Карташов, Елена Касьян, Марина Богданова, Оксана Санжарова, Владимир Данихнов, Владимир Березин, Танда Луговская, Светлана Дильдина, Ася Датнова, Евгения Доброва, Елена Ежова, Саша Зайцева, Наталья Иванова, Наталия Ипатова, Соня Кочетова, Н. Крайнер, Марта Кетро, Анна Болотова, Дмитрий Горчев, Елена Боровицкая, Сергей Красиков, Юлия Сиромолот, Татьяна Хейн, Иван Матвеев, Сергей Кузнецов, Андрей Сен-Сеньков, Улита Уварова, Сергей Малицкий, Юлия Боровинская и многие другие.
Огромным преимуществом для авторов стало то, что участие в проекте ФРАМ не требовало от них передачи эксклюзивных прав на тексты. Таким образом, они могли публиковать свои произведения в других издательствах, в журналах, распространять в интернете и т. д.

### После ФРАМа
«Ветеран» проекта Татьяна Замировская выпустила авторский сборник «Жизнь без шума и боли» (2010) в издательстве «Астрель». Пётр Бормор после участия в проекте «Русские инородные сказки» выпустил четыре книги в издательстве Livebook, в этом же издательстве вышли «Преимущество Гриффита» (2007) и «Сказки для Марты» (2008) Дмитрия Дейча. «Побег куманики» Лены Элтанг был переиздан издательством АСТ, в котором позже вышел её второй роман — «Каменные клёны» (2008), удостоенный премии «НОС». Юлия Зонис издала в АСТ роман «Инквизитор и нимфа» (2011), а её рассказ «Боевой шлюп „Арго“» из книги «ТриП» лёг в основу авторского сборника, изданного в «Астрель» (2012).

## Фестивали
В 2007 году проект ФРАМ вышел со страниц книг в реальность — были проведены несколько фрамовских фестивалей, где авторы «вживую» читали свои тексты, встречались с читателями, раздавали автографы, устраивались лотереи (в их числе необычная «кофелотерея»). Началось это с небольших чтений в московских кафе и книжных фестивалях. В 2008 году фестиваль проходил 29 и 30 марта в Санкт-Петербурге, в помещении «Театра поколений» (размещавшемся тогда в Нарышкином бастионе Петропавловской крепости). В 2009 — в галерее «Лофт Проект ЭТАЖИ» на Лиговском проспекте.
ФРАМ-фестиваль — тусовка, осмысленная как культурная инициатива, претендующая на то, чтобы заменить собой литературный процесс.

— Дарья Маркова. «Проект автоматом»

## Содержание книг
- Леонид Каганов
  - Хомка
  - До рассвета
- Рой Аксёнов
  - Киберпанк
  - Казна
  - Барсучье молоко
  - Жизнь сурков в условиях жёсткой радиации
  - Светлое будущее?
  - Being Human
  - Кайся
  - Каббала
- Илья Новак
  - День осеменения
- Юрий Нестеров
  - Homo perpetuum
  - В бомбе
  - Сталинградское Рождество
- Александр Шленский
  - Туалет «Торжество ультракоммунизма»
- Алексей Шведов
  - Одиннадцать вольт для Феникс
  - Любовь в третьем секторе
  - Юля-камикадзе
  - На космических стартах и финишах
- Фёдор Гайворонский
  - Луноход «Лаврентий Берия»
- Иван Матвеев
  - Сфинкс
  - Предсказатели
- Роман Афанасьев
  - Воин Добра
- Н. Крайнер
  - Линк
  - Полусказки
- Юрий Погуляй
  - Чат
- Макс Олин
  - Джек-Попрыгунчик
- Владислав Силин
  - Вилтигай Велд
- Мерси Шелли
  - Палец Христофора
  - Алгоритм
  - Хайкай

По ту сторону
- Рой Аксёнов
  - Gods, exiled
  - Ничего особенного
  - Похороны холодильника.
- Грант Бородин
  - Лев Гуан-Ли
  - Талас
  - Глаз дракона
  - 1919
  - Тридцать три факта из жизни Миши Краузе
- Дмитрий Брисенко
  - Harms-core mix
- Елена Заритовская
  - Химера
  - Стеногрыз
- Ребекка Изаксон
  - Избранные блюзы из переписки с вещами
- Сергей Козлов (из сборника «Правда, мы будем жить всегда?»)
  - В самое жаркое воскресенье, которое было в лесу
  - Как Ослику приснился страшный сон
  - Весёлая сказка
  - Чёрный Омут
  - Как Ослик с Медвежонком победили Волка
- Владимир Коробов
  - В нашем лесочке
- Н. Крайнер
  - Первая сказка про демиурга
  - Вторая сказка про демиурга
  - Сказка про Чёрный замок
  - Сказка про ангела-хранителя
  - Сказка про смотрителя кладбища
  - Сказка про жизнь
  - Новые сведения о еде
- Ева Пунш, Ольга Лукас
  - из цикла «Сказки южноамериканских индейцев»
- Ксения Рождественская
  - Сказка про сырковую массу с изюмом. 23 % жирности
- Елена Хаецкая
  - «Рассказ о Горьком Гансе» из повести «Гуляки старых времен»
- Лена Элтанг
  - Сказки города Ноли
- Иван Ющенко (из сборника «Волшебнутые сказки»)
  - Белоснежка (Международная народная сказка)
  - Про зайку Федю (Детская народная сказка)
  - Румпельштильтхен и Дристенпупхен (Немецкая народная сказка)
  - Вечная молодость (Эскимосская народная сказка)
  - Гадкий утенок (Гансо-христианская народная сказка)
- Розенкранц&Гильденстерн
  - Про всё остальное
- Макс Фрай
  - Вечерняя Пропповедь
  - из цикла «Сказки народов мира, рассказанные во сне»
    - Сказка о купце, юноше и обезьяне (Арабская сказка)
    - Почему люди всегда спят (Бушменская сказка)
    - Голодный шаман (Нганасанская сказка)
    - Андриамбахуака и Занахари (Мальгашская сказка)

По эту сторону
- R_L
  - Слова поэта суть дела его
  - Хаджи-Мурат
  - Убийство в автобусе № 765
  - Коты — марсианские шпионы
  - Lytdybr, говоря латиницей
- Владимир Березин
  - Сказочки
  - Баба Клёпа
  - Хирург Кирякин
- Роман Воронежский
  - Дым
  - Дневник одного дивана
  - Агент 007
  - Кукла наследника
  - Что-то про жизнь
- Линор Горалик
  - Сказки для неврастеников
- Дмитрий Горчев
  - Сказка, которую все знают
  - Один благородный рыцарь
  - Бывшая сказка
  - Сказка старого короля
- Роман Губарев
  - Сказка о рыбе
- Джабба
  - Бубен
- Максим Кононенко
  - Дым
- Сергей Красиков
  - Принцесса и дракон
- Александр Курсков
  - из цикла «Ангелы-хранители»
    - Ангелы хранители
    - Про утро Лены
    - Про Странную Ми
    - Про Веру, Надежду, Любовь

  - из цикла «Городские сказки»
    - Про Жабу-Ежопу
    - Про Зелёного Читателя
    - Про Белую Секретаршу
    - Про форум-убийцу
    - Про Чёрного пресс-секретаря (пресс-релиз)
    - Про смешных женщин
    - Про Мёртвую проститутку
    - Про колбасы
    - Про Волшебную лавочку
    - Про Мёртвую Букву
- Игорь Лазовский
  - Как солдат обманул смерть
- Станислав Львовский
  - Роуминг
- Елена Мулярова
  - История про то, как Санта Клаус набил морду Арию
  - Моя любовь
- Виктория Райхер
  - Сказки о смерти
  - Сказки о жизни
  - Сказки по Фрейду
- Денис Рыбаков
  - Идеальная судьба
- Евгений Шестаков
  - Сказки про животных

- Макс Фрай. От составителя
- Рой Аксёнов
  - Тринадцать романов
  - Шандор /FANDANGO/
- Владимир Березин. Путешествие Свистунова
- Грант Бородин
  - Мышка бежала
  - Большие уши
- Дмитрий Брисенко
  - Город
  - Следят
- Линор Горалик
- Ольга Гребнева. Подслушанные разговоры
- Дмитрий Дейч
  - Из цикла «Переводы с катайского»
  - Из цикла «Удмуртия»
  - Белый шум (1-2) Из цикла «Сказки и истории»
- Ростислав Клубков. История дурака
- Владимир Коробов
- Начало. Remake (рассказ Леопольда Морана)
- Второе письмо (рассказ Антона Варламова)
- Н. Крайнер. Про весну, ненависть и прочую злободневность.
- Сергей Кузнецов. Из цикла «Тексты Рената Ишмухаметова»
- Станислав Львовский. Триады
- Маргарита Меклина. Слайды
- Марина Москвина. Мусорная корзина для алмазной сутры
- Виктория Райхер
  - Зелёное небо, небо, небо
  - Лицевая вязка
  - Ннеправильный глагол
  - PTSD
  - Господин Робербам
  - Комплементарная пара
  - Облом
  - Молитва о моей дочке Кате и внучке Соне
- Алексей Смирнов
  - Плод
  - Вечернее замужество Греты Гансель
- Макс Фрай. Из цикла «ПОДВИЖНЫЕ ИГРЫ НА СВЕЖЕМ ВОЗДУХЕ»
- Александр Шуйский
  - Сон
  - С натуры
  - Кинематограф
  - В автобусе
- Лена Элтанг
  - GENIO Y FIGURA
  - EIDOLON
- Денис Яцутко. Пустой город. Социопсевдоархитектурный проект с подробными описаниями

ЗДЕСЬ. СЕЙЧАС
- Линор Горалик
- Сергей Гришунин
- Дмитрий Дейч
- Фёкла Дюссельдорф
- Виктор Кожевников
- Сергей Кошкин
- Марат Марцион
- Виктория Райхер
- Сап-Са-Дэ
- Макс Фрай
- Александр Шуйский

ВСЕГДА. ВЕЗДЕ
- П. Бормор
- Юлия Боровинская
- Давид Голиафский
- Н.Крайнер
- Ольга Лукас
- Иван Матвеев
- Ольга Морозова
- Гала Рубинштейн
- Алексей Шеремет
- Лена Элтанг

- Макс Фрай. Предисловие составителя
- Дмитрий Дейч
- Грант Бородин.
- Виктория Райхер. Йошкин дом
- Алексей Карташов. Последнее дело Конан Дойла (из цикла «Рассказы о рукописях»)
- Эли Курант. Песнь о Газвати
- Владимир Коробов. Иванов и Кантемиров: комната № 27
- Лея Любомирская. Когда Шику обижается на Вашку
- Сергей Гришунин. Заговорщики
- Марат Марцион. Калейдоскоп . Сказка спросонья
- Ольга Лукас. Новое развлечение для рабов
- Дмитрий Ким. Баллада о не стойком не оловянном не солдатике
- Иван Матвеев. Странное происшествие в Эвиденсе
  - I Заключение и пролог
  - II Прошлое Эвиденса: кошмарная чета Грэнди
  - III Расследование доктора Стенли
- П. Бормор. …и чудовище
- Виталий Авдеев. Культурный обмен
- Гала Рубинштейн. Сказка про лисичку, которой бабушка оставила в наследство сундук со старыми шляпками и Смертельный Ужас
- Александр Шуйский. Дела семейные
- Андрей Сен-Сеньков. Оклахома
- Наталья Иванова. Мои предприятия
- Ольга Морозова. Эшвиш
- Лена Элтанг. le pepin
- Фёкла Дюссельдорф. Сказка про яблочный штрудель
- Алексей Шеремет. Золотой жук
- Феликс Максимов. Прекратили смерть
- Анна Болотова. Тихий мальчик
- А. Нуне. Поверх барьеров
- Рустам Гаджиев. Дом, в котором я живу, или игра в классики
- Ксения Букша. Вышка и мост (служебный роман)
- Алексей Смирнов. Манна
- Лора Белоиван. Ширинка
- Алмат Малатов. Зверь, именуемый кот
- Елена Некрасова. Три Адовы собаки
- Сергей Кошкин. В стороне от дороги — там, где нет ничего
- Саша Щипин
- Ольга Гребнева. Наши звонкие дать имена
- Линор Горалик. Таша
- Н. Крайнер
- Сап Са Дэ

- Лена Элтанг Сказки Ноли и Каталины
  - je crois bien
  - О пожаре
  - История о бродячем цирке
  - Сказка про любовный амулет
  - Хуана и Гильермо
  - Про дух противоречия
  - Про Осу Беспокойства
  - История седьмая, самая длинная
  - ripeti ancora
  - Algiz e Mannaz
- Лея Любомирская
  - Лавочки
    - Retrosaria
    - Cafetaria
    - Ourivesaria
    - Livraria
    - Ervanaria
    - Pastelaria «Fabrico proprio»
    - Papelaria
    - Farmacia
    - Loja de brinquedos
    - Florista

  - Соня Пиреш и К°
    - За дверью
    - Свидание
    - Лазоревые шуршики
    - Остров
    - Слишком личное
    - А теперь ещё и самки
    - Луиш
    - Непарный элдер
    - Ритиня
    - Жоаниня
    - Половинки
    - Мне снилось, что мы поженились
- Ольга Морозова
  - И зайчиха
    - Кот и плюшевая зайчиха
    - Я знаю, как это будет
    - На крыше
    - Шквар
    - Окно
    - Лев
    - Лягушка
    - Гештальт
    - Разговор
    - Ангел и совёнок

  - Банальная истина
    - Атмосферное давление
    - Путаница
    - Играющие
    - Как солнце
    - Служба технической поддержки
    - Банальная истина

  - Герои нашего времени
    - Право на мечту
    - Варенье
    - В тумане
    - Такие, как я
    - Малыш и Эн

  - Маленькое переносное солнце
    - «Жили-были…»
    - Bad Girls
    - Destination Anywhere
    - Эшвиш
    - Художник

  - Та история
    - Та история
    - Пицца
    - Вышеград
    - Томасина Скай
    - Тёплая метель
    - «Он разорился и превратился в альфонса…»
- Н. Крайнер
  - Город
  - Линк
- Елена Некрасова
  - Вова Четверодневный

- Дмитрий Дейч Преимущество Гриффита
- Дмитрий Дейч Переводы с катайского
- Александр Шуйский Сказки первого часа ночи
- Александр Шуйский Сказки второго часа ночи
- Александр Шуйский Сказки третьего часа ночи
- Александр Шуйский Сказки четвёртого часа ночи
- Александр Шуйский Сказки пятого часа ночи

Рассказы о рукописях
- Алексей Карташов
  - Ещё раз о «Путешествии на Запад»
  - В поисках башмачника Маруфа
  - Кое-что о теории смыслов
  - Тайна Уильяма Бонса
  - Последнее дело Конан Дойла
- Феликс Максимов
  - Лисявка
  - Южанин
  - Рошка
  - Книга снов Гуалтьеро Рота. Флорентийские новеллы XIV века
- Владимир Коробов
  - Неизвестные и малоизученные культы
  - Краткие сведения о культе «света превращений»
  - О «последних вещах» в культе древнеегипетской богини Нейт
  - Круг вопросов, связанных с интерпретацией понятия «джок»
  - Культ чёрной бабочки (хуштуг-саат) у индейцев саат-тауока в связи с так называемым запредельным мифом
  - Дальневосточные экспедиции князя Э. Э. Ухтомского и тантрийские мистерии ni-kha-yung-sle’i man-su-ro-bha
  - Новые материалы к изучению истории «Общества ловцов теней»

- Иван Матвеев. Экзорцисты
- Юлия Зонис. Боевой шлюп «Арго»
- Ольга Морозова. Улица медных душ

ТАКИЕ ДЕЛА
- Виталий Авдеев. Человек устроен просто…
- Ася Андреева. Лифт
- Лора Белоиван. Последний читатель
- Дмитрий Борисенко
  - Самодав
  - В садике
  - Репортаж
  - Иголки для слепых
- Юлия Бурмистрова. Желание
- Мария Вуль. Ненарисованные картинки
- Дмитрий Голобородько
  - Русалочка.ру
  - Какувсех
- Игорь Голубенцев
  - Угол
  - Госпожа
  - Молодильный снег
- Линор Горалик
  - Как по воздуху
  - С моря ветер холодный дохнул из-за туч
  - Их не бывает
  - Ещё нет
  - Почти
- Ася Датнова Физика? Лирика!
- Фёкла Дюссельдорф. Потом-ки
- Татьяна Замировская
  - Означение
  - Наша маленькая принцесса
  - Самое мудрое решение нежелательного рождения
  - Ну ведь всё же так просто
  - Мой спрятанный друг
  - Лифт короля Артура
  - Исчезновение
  - Семинар для мёртвых
  - Выжил
- Юлия Зонис
  - Шарики
  - Дворжак
  - Агасфер и Жосефина
- Костя Иночкин. Шерсть и перья
- Аня Кузьминская
  - Предположим
  - Яма
  - Любовь
  - Букет
  - Болото
  - Архитектор
  - Горизонты
- Лисятина Наталья
  - Семён Андреевич
  - Доктор Виктор
- Виктория Райхер. В одной из вариаций
- Анна Ривелотэ
  - Любить Кристину
  - День её рождения
  - Про Касю
- Александра Смилянская
  - Сказка о маленькой любви
  - Сказка про белого бычка
- Алексей Толкачёв
  - Новый дом
  - Царь-зеркало
- Макс Фрай. ЖД-До

ДРУГОЕ ДЕЛО
- Юрий Юрт
  - Богатырь-рыба
  - Люли-люли
- Мария Станкевич
  - Продаётся всё
  - До работы
- Виктор Рудченко. Принцесса Несмеяна
- Ольга Ольховская. Ушальтские сказки
- Константин Наумов. Из путевых заметок
- Ольга Морозова.
  - Дважды два
  - К Элизе
- Иван Матвеев. Стейк для капитана Фокке
- Марат Марцион. Контакт
- Юкка Малека
  - Про кикимору
  - Про работу
  - Про питие
  - Про точку
  - Про ангела
  - Про автора
- Феликс Максимов
  - Игра в «допустим»
  - Царь Соломони зверь Китоврас
  - Маттео-найдёныш
- Лея Любомирская
  - Ужин
  - Про любовь
  - Развод
- Ольга Лукас
  - Комета возвращается
  - Некрасивое дерево
  - Джинн и туристка
- Н. Крайнер. Страшные сказки
- Наталья Иванова
  - Гости
  - День кошки
  - У нас не курят
  - Всё, что нас не убивает
  - Твоя проблема
  - Нападение
  - Крысолов
  - Кукольщица
- Мария Воробьёва
  - Олень
  - Кошка
- Марина Богданова, Оксана Санжарова. Кошка, которая смотрела на королей

- «Евреи в Израиле молятся…»

Йошкин Дом
- Йошкин Дом
- Зоопарк
- Custom Kill
- Книга жалоб и обожаний
- Секрет
- Молочная река, кисельные берега
- Скорбная помощь
- Лицевая вязка
- Круговорот
- Грустная повесть о воде и хлебе
- Песенка короткая, как жизнь сама
- Извращений не бывает. Истеричка
- С утра до вечера
- PTSD
- Зелёное небо, небо, небо
- Молитва о моей дочке Кате и внучке Соне

Ролевые игры
- Ролевые игры
- Злой и мёртвый
- Да, Нет и Человек
- Шапка-невидимка
- Извращений не бывает. Андрогин
- Извращений не бывает. Онанист
- Очный счёт
- Око за око
- Кот был спокоен
- Блаженны сильные духом в рабочий полдень
- Улица Оз
- Летний сказ
- Незаконные сказки. Колобок
- Лекция
- Лечиться от любви
- Утопия
- Властелин кольца
- Астения

Циклы
- Циклы
- Божье чудо
- Пруд
- Юся
- Девятое мая
- Интернат
- Драка
- Сделка
- От сумы, от тюрьмы и от безумной любви
- Облом
- Диктант
- Антиквариат
- Добыча

Смертельный номер (маленькая повесть)
- Смертельный номер один. Ласковые Слова
- Смертельный номер два. Письма наоборот
- Смертельный номер. Последний. Три красавицы небес

Страдай, душа моя, страдай
- Страдай, душа моя, страдай
- Люблю, когда пипл тусуются (вариации на тему Пасхальной Агады)
- Праздник цветения миндаля с вашей мамой
- Полисексуальность
- Мозаика
- Фотолюбитель за границей
- Капитал
- Макс Фрай. Собственно, всё, что я хочу сказать… (послесловие)

- Иска Локс. Возлюбленная
- Аше Гарридо. Сорвейн
- Марк Кац. Сила творчества
- Мария Станкевич. Яблочный пирог
- Виктория Райхер. Янтарь
- Лея Любомирская. Женщины полицейского инспектора Витора Обадии
- Марина Воробьёва. Иерусалим как сон
- Ольга Морозова. Нулевой допуск.
- Юрий Юрт. И Земля содрогнётся.
- Н. Крайнер. Городской романс
- Юлия Боровинская. Пена
- Аня Кузьминская. Китай
- Карина Шаинян. Зелёный палец
- Лора Белоиван. Косен
- Инара Озёрская. Привычка умирать.
- Соня Кочетова. Sh, little baby, don’t say a word…
- Андрей Сен-Сеньков. Все балерины попадают в ад
- Евгения Шуйская. Потеря
- Наталья Иванова. Колыбельная
- Линор Горалик. Найдёныш
- Ася Датнова. Капель
- Никита Орехов. Метро
- Алексей Толкачев. Паровозики
- Сергей Малицкий. Швед
- Алексей Цветков. Глинчики
- Эль Сомов. Американские горки-ХХХ
- Сап-Са-Дэ. Жизнь предпринимателя
- Татьяна Замировская. Tempera Tura
- Юлия Зонис. Тринадцатая ночь
- Юкка Малека. Про палача
- Юлия Сиромолот. О коловращении вод
- Алексей Смирнов. Ходячий город
- Саша Щипин. Идиоты
- Дмитрий Дейч. Нос
- Мура Мур. Девочки
- Феликс Максимов. Моё прелестное дитя
- Юка Лещенко. Чук и Гек
- Саша Зайцева. Укусила
- Александр Шуйский. Письма с Земли

- Два офицера
- Перед балом
- Буран
- Дикий подпоручик
- Из рассказов корнета Ливанова
  - Свадьба
  - Солдатская шутка
  - Ночь на бивуаке

- Гали-Дана Зингер. Её большой и добрый страх
- Андрей Сен-Сеньков. Испуганный взгляд как коллекция глаз
- Дмитрий Дейч
  - Кино в моей жизни
  - Кнопка
  - Саспенс.
- Феликс Максимов. Тело
- Соня Кочетова. В дверях
- Линор Горалик
  - Смешно же.
  - Врасплох.
  - Убийца.
  - Чтобы и вправду было так.
  - Тиши-тише-тише
  - К беде
  - Всё будет отлично
  - Просто — вдруг что
- Елена Боровицкая. Из цикла «Монологи о любви». Исповедь мерзавца
- Юка Лещенко. Аверс
- Юлия Боровинская. Взгляд
- Виктор Горбунков. Только не сегодня
- Марк Кац. Рецепт
- Зэев Гуфельд. Это кто под одеялом
- Светлана Дильдина. Monstera deliciosa
- Саша Зайцева. Соседи. Из цикла «Сказки старой крысы»
- Татьяна Замировская. Кошмар
- Дарья Булатникова. Семь портретов мёртвой женщины
- Юлия Зонис. Андрей. Рукопись, найденная в бутылке
- Алексей Смирнов. Гривенники Гаруса. Рассказ-сновидение
- Карина Шаинян. Смеющийся
- Вик. Рудченко. По снегу
- Аше Гарридо. Маленький рыжий ловец
- Сергей Малицкий. Собеседование
- Юлия Сиромолот. Мак и Маруак
- Алексей Толкачёв. Безнадёжный город
- Виктория Райхер. Из цикла «Незаконченные сказки». Музыкант
- Алексей Цветков. Беглец
- Лея Любомирская
  - Инициация
  - Лучшее лето в её жизни
- Михаил Воронков. Стрекоза на можжевельнике
- Александр Шуйский. Я говорю: нет
- Макс Фрай. Sweet plum
- Об авторах

- Макс Фрай
  - Джингл-Ко
  - Одна и та же книга
- Алексей Карташов.
  - Исчезновение Филимора-младшего
  - Крысы живут под землей
  - Симулянт
- Алексей К. Смирнов. Утюг
- Константин Наумов. Тишь и Тишина
- Дмитрий Дейч. De Profundis
- Елена Боровицкая.
  - Наследство старого болвана
  - Загадочное происшествие в Линдсборге, штат Канзас
  - Белое Рождество в аэропорту Ньюарк
- Светлана Дильдина. Можешь ничего не бояться
- Лея Любомирская.
  - El-Rei D. Sebastiao
  - Наследственность
- Наталья Румянцева. Потом ничего
- Танда Луговская. Занятая
- Марина Воробьёва. Все пьют натуральный сок
- Улита Уварова
  - Цепочка
  - Когда исчез Петров?
- Юлия Сиромолот. Фэн-шуй
- Оксана Санжарова. Deus ex machina
- Юка Лещенко. 1/64
- Дмитрий Турин. Пятый зонт
- Саша Смилянская. Удивительная история про мезальянс и Павлика
- Гала Рубинштейн. Метод аппроксимации одной нелинейной функции
- Сергей Кузнецов. Возвращение фройляйн Фукс
- Юлия Боровинская
  - Провинциальное дело
  - Исчезнувший студент
  - Первый настоящий роман
- Аше Гарридо.
  - Роман о Томасе
  - И два рубля автоответчику
- Алексей Толкачёв. Фотографировать удивлённых
- Лёня Корнеев. Торт
- Ольга Лукас. Один пропущенный тренинг
- Сергей Малицкий. Полное дознание
- Михаэль Штраух. Никакой Надежды
- Татьяна Замировская. Прекрасный и радостный день
- Юлия Бурмистрова. Тайна Чарльза Филимора

- Андрей Сен-Сеньков. Zzaj. Фрагменты
- Дмитрий Дейч. Зима в Тель-Авиве
- Ася Датнова. Что, если
- Феликс Максимов. Великое замирение
- Алексей Цветков. Король утопленников
- Юлия Зонис. Последний аргонавт
- Сергей Тихонов. Малой и Малая
- Юлия Боровинская. Четырнадцать на двоих
- Саша Щипин. Банка с мертвецами
- Юкка Малека. Про девочек
- Гала Рубинштейн. Изида
- Александра Тайц. Красная Дама
- Станислав Алов. Оленька
- Линор Горалик. Кот
- Тикки Шельен. Ведьмы
- Михаил Гертельман. Самоидентификация Гена Кавасаки
- Марк Кац. Акварель
- Татьяна Замировская. Стеклянный дом
- Виктория Головинская. Про героев и людей
- Елена Хаецкая. Дочь Адольфа
- Вера Кузьмицкая. Skartissue
- Юлия Сиромолот. Четыре
- Елена Перченкова. Про море
- Наталья Иванова. Ангел
- Алексей Толкачёв. Маленький бенд на краю земли
- Нина Хеймец. Птичий рынок
- Сергей Малицкий. Танька-дурочка
- Марина Воробьева. Пока-пока
- Евгений Коган. Выход есть
- Аше Гарридо. Мэри-горюшко
- Владимир Данихнов. Домик в пустыне
- Елена Касьян. Иностранные монеты
- Алексей Смирнов. Изгнание ангела
- Некод Зингер. Дерматиновый портфель. Хроника 1984 года
- Ирина Подгурская. Лила
- Н. Крайнер. Love — Special Lights 6
- Кэти Тренд. Машина для счастья
- Лея Любомирская. Жозефа и Деолинда
- Юка Лещенко. Бабай
- Виталий Авдеев. Чарли

- Царица вод и осьминогов
- Трансформация Гемпеля
- Исчезновение поцелуя
- Серебряные башмачки
- Сказки подменышей
- Дочь Адольфа
- Послесловие (автор: Макс Фрай)

- Дмитрий Дейч. Из цикла «Переводы с катайского»
- Марина Воробьёва. Крепкий чай
- Виктория Райхер. Миньян
- Алексей К. Смирнов. Три чая, два кофе
- Елена Касьян
  - Чай для Берты
  - Ключик от Виолетты
  - Три часа пополудни
  - Кое-что о Рут
  - Ещё слаще
- Сергей Малицкий. Рвущаяся нить
- Виктория Головинская. Один дома в воскресенье
- Н. Крайнер. Сказка про поиски счастья
- Константин Наумов. Attaya
- Некод Зингер. Чай Святой земли
- Юлия Боровинская. Пережить лето
- Ольга Лукас. Я читаю
- Рая Полонская. Однажды
- Лея Любомирская
  - Кошка
  - Несезон
- Мария Станкевич. Вопрос веры
- Юлия Бурмистрова. Виргиния Министрова, дождь, сахар и половинка хлеба
- Марина Богданова, Оксана Санжарова. Тунгусская ракета
- Танда Луговская. Лети, лети, лепесток
- Ольга Морозова. Поющий тропы
- Светлана Дильдина. Остров белого пса
- Алексей Толкачёв. Бабушкина мята
- Нина Хеймец
  - Пингвин
  - Бюро находок
- Елена Боровицкая. Счастливое платье
- Юка Лещенко. Заячий пирог

- Макс Фрай. Библиотекарь
- Кэти Тренд. Второй помощник
- Нина Хеймец. Необыкновенное путешествие почтальона Якоба Брента
- Алексей Карташов. Остров
- Кэти Тренд. Почта Ван Страатена
- Улита Уварова. Анна. Перец
- Елена Хаецкая. Шлюпка «Маргарита». Из «Путешествий Филиппа Модезиппа в Негропонт, Модон, Торон, Будерино, Воницу, Ашаюоли, а также в страны ботентроцев, мейсинов, животоглавцев и Японию»
- Марина Богданова, Оксана Санжарова. Дважды два
- Кэти Тренд. Несостоявшийся вулкан
- Юлия Боровинская. Нити и основа
- Виктор Горбунков. Случайное окно. Рассказ Мартина Симпласа, дежурного библиотекаря читального зала
- Елена Боровицкая. Служитель Джошуа
- Кэти Тренд. Транспортир Джонсона
- Улита Уварова. Анна. Соль
- Марина Воробьева. Идо
- Кэти Тренд. Капитанский шторм
- Александра Тайц. Девица Мэрион и все, кто её ждёт
- Алексей Карташов. Зенон, мореплаватель
- Юлия Боровинская. Стеклянные перья
- Елена Касьян. Ветер из созвездия Псов
- Кэти Тренд. Прекрасная дама капитана Дарема
- Юлия Сиромолот. Путешествие Магдалы
- Гала Рубинштейн. Далеко в море вода синяя-синяя, как лепестки самых красивых васильков
- Улита Уварова. Анна. Лавры
- Кэти Тренд. Кто говорит с призраками
- Оксана Санжарова. Пазл
- Елена Касьян. В двух словах
- Елена Боровицкая. Фальшивый остров
- Кэти Тренд. Абсолютно скользкая ткань
- Юлия Боровинская. Память
- Алексей Толкачёв. Французская книга
- Александра Тайц. Миллион островов
- Аше Гарридо. Врайт букс
- Кэти Тренд. Почтмейстер
- Андрей Сен-Сеньков. Три мачты для бумажного кораблика
- Алексей Карташов. Книжка-раскраска на три страницы

- Девочка моя, Улиссея
- ЛАВОЧКИ
  - Retrosaria
  - Cafetaria
  - Ourivesaria
  - Livraria
  - Ervanaria
  - Pastelaria «Fabrico prdprio»
  - Papelaria
  - Farmacia
  - Loja de brinquedos
  - Florista
  - Casa da Sorte
  - Drogaria
  - Antiguidades
  - Perfumaria
  - Marroquinaria
  - Безымянная лавочка
- ГОРОДСКИЕ СКАЗКИ
  - Осенние старички
  - Baixa. Антониета
  - Переулки
  - Delirium. Домик
  - Sao rosas, Senhor, sao rosas…
  - Сказка о лишних часах
  - Лестница
  - Мясная сказка
  - Нанда на свежем воздухе
  - Маленькая русалочка
  - Свинка
  - Обезьянка
  - Личная ответственность
  - Уши Бруну
  - Добрососедские отношения
  - Голубятня
- СКАЗКИ НА ПЕРЕКРЁСТКАХ
  - Инициация
  - Морская собака
  - Не сезон
  - Принцесса и людоед
  - Индивидуальный подход
  - Одинокие ворота
  - Дом с привидениями
  - Дулсе в метро
  - Страшный угол
  - Лето пёстрой бабочки
  - Лучшее лето в её жизни
  - Радио
- СОНЯ ПИРЕШ И КО
  - За дверью
  - Свидание
  - Лазоревые шуршики
  - Остров
- ПОЛИЦЕЙСКИЙ ИНСПЕКТОР ВИТОР ОБАДИЯ
  - Полицейский инспектор Витор Обадия и таинственные самоубийства
  - Женщины полицейского инспектора Витора Обадии
- ДЕВОЧКИ
  - Габи
  - Рождественская сказка
  - Служанки
  - Шоколадный домик
  - Приша
  - Кузина Оливия и разбитая чашка
  - Мария Роза
  - Моника и дискриминант
  - Vinho Verde
  - Синенькое
  - Печальное воспоминание
  - Пирожок
  - Бананы
  - Ритиня
  - Малютка
  - Алешандра
  - Жоаниня
- МАЛЬЧИКИ
  - Мэтр Варела
  - Луиш
  - Лошадёнок
  - Абилиу Нашсименту гладит кошку
  - Сладкий рис
  - Лотерейка
  - Сказка о королевском бутерброде
- ФАНДАНГУ
  - Когда Шику обижается на Вашку
  - Дриада
  - Диниш
  - Не сегодня
  - Чёрная вдова
  - Дела семейные
  - Игрушки
  - Половинки
  - Белая Королева, Чёрный Король
  - После работы
  - Коллекция
- ВООБРАЖАЕМЫЙ ДРУГ
  - Портрет неизвестного в шляпе
  - Домашнее животное господина архивариуса
  - Воображаемый друг
  - Непарный элдер
  - Профессор и воображаемый бразилец
  - Жука
  - Счастливый брак
  - Придумать Каролину
- ПРИНЦЕССЫ И ДРАКОНЫ
  - Развод
  - Про любовь
  - Ужин
  - Педру и Инеш
- ПРЕДПОЛОЖИМ
  - К теории литературы
  - Семейный роман
  - Соня-Дора-Соня
  - На перевод часов
  - Делия любит Жакаре
  - Те
  - Из истории города Лиссабона: Одиссей у феаков
- Макс Фрай. Послесловие

- Новый год. Елена Касьян. Прима
- Кагами-бираки. Светлана Дильдина. День зеркал
- Старый новый год. Юлия Боровинская. Старый Новый год
- Татьянин день. Танда Луговская. Уженет
- Чуньцзе (первый день первой луны). Юлия Бурмистрова. Чуньцзе. За год до того, как я стал дураком, первый день первой луны
- Солнечный кофе. Макс Фрай. Солнечный кофе
- День рождения Льюиса Кэрролла. Алексей Карташов. День Белого Кролика
- День Павла Фивейского. Макс Фрай. Всё получилось
- Международный день бармена. Н. Крайнер. День бармена
- Новый год деревьев. Нина Хеймец. Новый год деревьев
- Юаньсяоцзе. Праздник красных фонарей (Пятнадцатый день первой луны) Юлия Бурмистрова. Юаньсяоцзе. За год до того, как я стал дураком, пятнадцатый день первой луны
- День Святого Ввалентина. Елена Хаецкая. День святого Валентина
- Масленица. Наталья Иванова. Главный русский праздник
- Международный женский день. Борух Мещеряков. Женский праздник
- Утопление Мажанны. Елена Касьян. Майк для Мажанны
- Всемирный день поэзии. Танда Луговская. Верлибр
- Наурыз. Юлия Боровинская. Наурыз
- Песах. Евгения Горац. Харосет
- Первое апреля. Алексей Толкачёв. Апрельскою тропой
- Цинмин. Праздник чистоты и ясности, день поминовения усопших) Юлия Бурмистрова. Цинмин. За год до того, как я стал дураком, десятый день третьей луны
- День геолога. Юка Лещенко. Mente et malleo
- Благовещение. Марина Богданова, Оксана Санжарова. Благовещение
- Сватовство. Елена Касьян. Свои бабы
- День космонавтики. Наталья Рецца. Лайка и слон
- Пасха. Макс Фрай. Птицы и соль
- День Святого Евпсихия. Некод Зингер. День святого Евпсихия
- Первое мая(День солидарности трудящихся) Владимир Данихнов. Земляки
- Праздник майского полнолуния. Улита Уварова. Несчастный случай
- Лаг Ба-Омер. Марина Воробьёва. Костры до неба
- Международный день биологического разнообразия. Аше Гарридо. Бедный Йорик
- День города. Александр Шуйский. День города
- День библиотекаря. Ольга Мареичева. Диван Набокова
- Дуаньудае (праздник двойной пятерки, пятый день пятой луны). Юлия Бурмистрова. Дуаньудае. За год до того, как я стал дураком, пятый день пятой луны
- Праздник непослушания. Ася Вайсман. Праздник непослушания
- Всемирный день блондинок. Ольга Морозова. Всё дело в деталях
- Визитация. Тикки Шельен. Визитация
- Весак. Юлия Боровинская. За две полушки
- Уми-но хи (День моря). Ольга Морозова. Буря в чашке солёной воды

ЖИЛИ
- Нина Хеймец. Башни
- Алексей Толкачёв
  - Лирики
  - Вампирчики
- Юлия Сиромолот. Бендигейд Вран
- Виктория Райхер. Женьке — шапку
- Екатерина Перченкова. Сказка про жёлтый цвет
- Марат Марцион. Корпия
- Сергей Малицкий. Палыч
- Юкка Малека
  - Про голубятника
  - Про опасность
  - Про реакцию
- Юка Лещенко
  - Пузырёк
  - Наука тишины
  - И стал сон
  - Данин ковчег
- Н. Крайнер. Город-маятник
- Евгений Коган.
  - Голод
  - Кошка, которая не видела в темноте
  - Стена
  - Пыль
  - Клякса
- Марк Кац
  - Город
  - Диптих
  - Побороть страх
  - Дом
  - День шестой
  - Наставление
- Елена Касьян
  - Зимняя сказка
  - Килька в томате
  - Тринадцатый
  - Не волнуйся
  - Паула
  - Утопленник
  - Сказы и были
- И. Зандман. Из жизнеописания талантливой поэтессы
- Татьяна Замировская
  - Антресоль
  - Добрая рождественская сказка
  - Янтарные масла
  - Самое доброе сердце
  - Неудачный выигрыш
  - Слепой телефон
  - Плохой перевод
- Аше Гарридо. Кукла
- Марина Воробьёва. Сказка про жизнь
- Елена Боровицкая
  - Однажды в выходной день
  - Взыскательный Ванюша

БЫЛИ
- Виталий Авдеев
  - Магия примитивных племён
  - Охота на единорога
  - Тетраграмматон
  - Устал
  - Секретарь дьявола
  - Ещё одна сказка про Золушку
- Пётр Бормор
  - Невеста
- Юлия Боровинская
  - Боевая подруга
  - Экстремалы
  - Разнообразие
  - Небольшое уточнение
  - Разбор полетов
  - Happy end
  - Бабушкины мечты
- Некод Зингер.Иерусалимская секвенция
- Юлия Зонис. Куорт
- Наталья Иванова
  - Из-за какой-то десятки
  - Как кошка языком
  - Пыльца
- Наталья Котрасева. Гранатовое зёрнышко
- Вера Кузмицкая. Инфанта И.
- Ольга Лукас. Принцессы и феи
- Лея Любомирская
  - О принцах и драконах
  - Воа Моrtе
  - Карл и Кисочка
  - Лифт
- Иван Матвеев. Из цикла «Ахиллес и Черепаха»:
  - Камень преткновения
  - Вечное
  - Цветок
  - Принцесса, рыцарь, дракон
  - Тысяча и одна
  - Наследственность
  - Секреты героев
  - Притчи
- Саша Смилянская. Горгона
- Александра Тайц. Крот
- Ирина Чуднова. Нож
- Катерина Янковская. Другие герои

ТУТ
- Марина Воробьёва. Слон-Дракон
- Ася Датнова. Конец света
- Дмитрий Дейч
  - Грех
  - Психоанализ Гриффита
- Татьяна Замировская
  - Совпадение, не иначе
  - Дурное предчувствие: гости
- Елена Касьян
  - Окна напротив
  - Тетушка Мо
  - Никто
  - Дорогой, милый Джику
  - Безнадёжный
  - Кто едет в лифте. Из цикла «Я и друг мой Дзюба»
  - Монте-Кристо
  - Люська, дружба, жвачка
  - Дочь своего отца
- Евгений Коган
  - Ниночка
  - Календарь майя
  - Конец света
  - Суббота
  - Чёрный часовой
  - Перекур
- Вера Кузмицкая. Демисезонки
- Юка Лещенко.
  - Только и разговоров, что о море
  - Ещё раз
- Лея Любомирская.
  - Станция
  - Ана Марианн
  - Зе Педру
  - Тайна
  - Воспитание
  - Bicho-Papao
- Сергей Малицкий. Гость
- Екатерина Перченкова. Из цикла «Книга живых и мертвых»:
  - Марина и Макс
  - Изольда Марковна
  - Андрей
  - Рита
- Виктория Райхер. Психосказки:
  - Кража
  - Шутка
  - Поверить в десять невозможных вещей
- Кэти Тренд. Меланхолия
- Нина Хеймец. Клаус и Фрида
- Елена Черепицкая. Там, за стеной

ТАМ
- Виталий Авдеев. Мосты Трои
- Юлия Боровинская. Часы старой Анны
- Елена Боровицкая. Арабелла и семь фиг
- Аше Гарридо
  - Почтарка
  - Почтаркина сумка
  - Старухины поросятки
  - Вечеринка на Туманной косе
- Светлана Дильдина. Яблоня Элен
- Некод Зингер
  - Клад
  - Незавершённый трамвайный маршрут
- Юлия Зонис. ДКЗУ
- Иска Локс
  - Один с сёмгой и сыром
  - Хозяин Пустоты
  - Стекляшка
  - Закрытая книга на пыльной полке
  - Сонный сбор
- Танда Луговская. Врач мёртвой воды
- Ольга Лукас. Фея чистоты
- Ольга Мареичева. Соната моря
- Константин Наумов. Жертвоприношение
- Улья Нова
  - Фаррыч
  - Жилец
- Алексей Толкачёв
  - Один народ
  - Переход закрывается в час ночи
- Александр Шакилов. Муха на стекле
- Тикки Шельен. Фантазии в манере Зеро (Городской бестиарий)
- Саша Щипин. Вторжение

- Лора Белоиван. Южнорусское Овчарово
- Марина Воробьёва
  - Кинь кубик
  - Дом в Нахлаоте
  - Карнавал (Пуримшпиль)
- Дмитрий Дейч. Моль и Именинный Пирог. Очень Страшная Сказка, написанная по просьбе старшей дочери
- Татьяна Замировская. Бывшая. Жертва
- Юлия Зонис. Дело Евы Браун
- Елена Касьян. Рисковое дело. Из цикла «Я и друг мой Дзюба»
- Ирина О. Комиссарова. Жизнь и ловля пресноводных рыб
- Лея Любомирская
  - Негерои
  - Мёртвые среди нас
  - Чёрный автобус
  - Соседи
- Феликс Максимов
  - Искусство бегства
  - Бедный Генрих
  - Падение Икара
- Улья Нова. Посвящение
- Екатерина Перченкова.
  - Игорь Петрович. Из цикла «Книга живых и мёртвых»
- Виктория Райхер.
  - И спаси отставших
  - Очень хороший прогноз
- Наталья Рецца. Праздник пятилепестковой розы
- Гала Рубинштейн. Дед Мороз
- Андрей Сен-Сеньков. Агиография, ломография
- Юлия Сиромолот
  - Опера головоногих
  - Гиперборей
- Кэти Тренд. Год дракона
- Елена Хаецкая. В пустыне сердца моего. Путешествие Филиппа Модезиппа в Негропонт
- Нина Хеймец
  - Дервиш
  - Черепахи
  - Свет и тень
  - Часовщик
- Виктор «Зверёк» Шепелев. Очень яркое солнце и контур её тела
- Александр Шуйский
  - Петра
  - Стража красного винограда
- Об авторах

ИЗ ЧЕГО ТОЛЬКО СДЕЛАНЫ ДЕВОЧКИ
- Марина Воробьёва.
  - Тайна на трех коньках.
  - Дорога к морю.
  - Гелий
  - Нина Хеймец. Ракушки
- Юлия Боровинская. Рокировка
- Ирина О. Комиссарова.
  - Ворона-пучеглазик.
  - Марш боевых барабанщиков
- Екатерина Перченкова. Из цикла «Книга живых и мёртвых»:
  - Янка
  - Оксана
- Вера Кузмицкая. Игра на выбывание
- Катерина Янковская. Время на размышление
- Оксана Санжарова. Под Шуберта
- Евгений Коган. Спасибо за эту радость
- Дмитрий Дейч. Благоутробие
- Татьяна Мэй.
  -     - Нинка.
    - Подарок
- Улья Нова.
  - Синяя лампа
  - Канарейка
  - Реконструкция Евы
- Виктор «Зверёк» Шепелев
  - Против тысячи
  - Звери ищут лето
  - Потом смерть: слово
  - Памяти золотой рыбки
- Ася Датнова. Ол инклюзив
- Александр Шуйский. Девочка с куколкой
- Лея Любомирская.
  - Лежать по коридору
  - Другой Иерусалим
  - Туман
  - Ветер
- Юка Лещенко. Дизель до Африки

ИЗ ЧЕГО ТОЛЬКО СДЕЛАНЫ МАЛЬЧИКИ
- Евгений Коган. Золотая рыбка. Дым. Ночью все кошки серы
- Гала Рубинштейн. Осколки. Они
- Вик. Рудченко. Анестезиолог
- Лея Любомирская. Гостья
- Алексей Толкачёв. Слежка
- Виктор «Зверёк» Шепелев
  - Счёт идет на «никогда»
  - Ангел недоумения
- Улья Нова
  - Игорь и дед
  - Темнота
  - Силачи
  - Три… два… один
- Юлия Боровинская. Настоящий хозяин
- Елена Черепицкая. Снегурочка (Новогодняя быль)
- Александр Шакилов. Охотник
- Наталья Гонохова.
  - ХХ00Х.
  - Девять часов до рассвета
- Екатерина Перченкова. Никакого криминала
- Марина Воробьёва.
  - Не здесь
  - Легче воздуха
- Лора Белоиван. Дауншифтинг

- КНИГА НЕПРИСТОЙНОСТЕЙ. Олег Постнов. Отец
- КНИГА ИЗВРАЩЕНИЙ. Сергей Солоух. Хамелеон
- КНИГА ВЫМЫШЛЕННЫХ МИРОВ. Дмитрий Горчев. Город 3
- КНИГА ВРАК. Н. Крайнер. Из цикла «Полусказки»
- РУССКИЕ ИНОРОДНЫЕ СКАЗКИ. Грант Бородин. Тридцать три факта из жизни Миши Краузе
- РУССКИЕ ИНОРОДНЫЕ СКАЗКИ-2. Дмитрий Дейч. Маугли. Из цикла «Новые апокрифы»
- ПРОЗАК. Линор Горалик
- РУССКИЕ ИНОРОДНЫЕ СКАЗКИ-3. Лея Любомирская. Осенние старички
- СЕКРЕТЫ И СОКРОВИЩА: 37 лучших рассказов 2005 года.
  - Феликс Максимов. Прекратили смерть
  - Виктория Райхер. Йошкин дом
- РУССКИЕ ИНОРОДНЫЕ СКАЗКИ-4. Наталья Иванова. Или нет!
- ПЯТЬ ИМЁН. Феликс Максимов. Рошка. По мотивам народной сказки цыган-кэлдераров «Цветок папоротника»
- 78.
  - XIX. Солнце. Мария Станкевич. Служба радости
  - Двойка мечей. Перемирие. Лора Белоиван. Критические игры в ночь полнолуния
- ПОБЕГ КУМАНИКИ. Лена Элтанг
- УКСУС И КРОКОДИЛЫ: 38 лучших рассказов 2006 года. Татьяна Замировская. Память
- ЙОШКИН ДОМ. Виктория Райхер
- РУССКИЕ ИНОРОДНЫЕ СКАЗКИ-5. Юлия Зонис. Дворжак
- ТРИП: Путешествие с тремя пересадками.
- ЗАБАВНЫЕ ПОВАДКИ ЛЮДЕЙ. Гала Рубинштейн
- ЗВЁЗДНЫЕ ГУСАРЫ. Елена Хаецкая. Из записок корнета Ливанова
- БЕГЛЕЦЫ И ЧАРОДЕИ: 39 лучших рассказов 2007 года. Ася Датнова. Капель
- РУССКИЕ ИНОРОДНЫЕ СКАЗКИ-6. Иван Матвеев. Из цикла про Ахиллеса и Черепаху
- КНИГА СТРАХА. Карина Шаипян. Смеющийся
- КУДА ИСЧЕЗ ФИЛИМОР? Тридцать восемь ответов на загадку сэра Артура Конан Дойля.
  - Алексей Карташов. Крысы живут под землей
  - Юлия Боровинская. Провинциальное дело
- ИГРА В ГРЕССОНЕ. Ада Линкс
- КОФЕЙНАЯ КНИГА. Марина Богданова; Оксана Санжарова. Кофейная кантата
- ЧАЙНАЯ КНИГА. Виктория Райхер. Миньян
- ЛУЧШЕЕ ЛЕТО В ЕЁ ЖИЗНИ. Лея Любомирская
- ШКАФЫ И СКЕЛЕТЫ: 40 лучших рассказов 2008 года. Нина Хеймец. Птичий рынок
- ЖИЛИ-БЫЛИ: Русские инородные сказки-7. Татьяна Замировская. Янтарные масла
- ВАВИЛОНСКИЙ ГОЛЛАНДЕЦ.
  - Кэти Тренд. Второй помощник. Почта Ван Страатена. Капитанский шторм
  - Алексей Карташов. Книжка-раскраска на три страницы.
- ТРОЛЛИ В ГОРОДЕ. Елена Хаецкая
- ПРАЗДНИЧНАЯ КНИГА
  - ДЕНЬ КОСМОНАВТИКИ. Наталья Рецца. Лайка и слон
  - НОВЫЙ ГОД. Дмитрий Дейч. Чебурашка
- КУЛЬТУРНЫЙ ГЕРОЙ. Юлия Зонис, Александр Шакилов. Роман-коллаж
- ТУТ И ТАМ: Русские инородные сказки-8.
  - Иска Локс. Стекляшка
  - Екатерина Перченкова. Марина и Макс. Из цикла «Книга живых и мёртвых»
- ЖИВЫЕ И ПРОЧИЕ: 41 лучший рассказ 2009 года.
  - Юлия Боровинская. Полночь (00:00)
  - Дмитрий Дейч. Имена ангелов
- ДУХОВ ДЕНЬ. Феликс Максимов
- ИЗ ЧЕГО ТОЛЬКО СДЕЛАНЫ.
  - Юка Лещенко. Дизель до Африки
  - Марина Воробьёва. Не здесь
- В СМЫСЛЕ
  - Александр Шуйский. Петра
  - Лора Белоиван. Южнорусское Овчарово. Семь звёзд
  - Ольга Балла. Тайная жизнь самой жизни